# Tetraroge barbata
Tetraroge barbata és una espècie de peix pertanyent a la família dels tetrarògids i a l'ordre dels escorpeniformes.

## Etimologia
Tetraroge prové del grec antic tetra (quatre) i roge, es (fissura, esquerda), mentre que l'epítet llatí barbata vol dir "barbat".

## Descripció
Fa 10 cm de llargària màxima. 13 espines i 8 radis tous a l'aleta dorsal. 3 espines i 5 radis tous a l'anal. Línia lateral contínua i amb 14-16 escates poroses. 7-8 branquiespines. Aletes pectorals amb cap espina i 12-13 radis tous. 1 espina i 5-5 radis tous a les aletes pelvianes. Posseeix glàndules de verí a la base d'algunes espines.

## Alimentació
Menja peixos i crustacis. El seu nivell tròfic és de 3,99.

## Hàbitat i distribució geogràfica
És un peix marí i d'aigües dolces i salabroses, associat als esculls i de clima tropical (30°N-23°S), el qual viu a la conca Indo-Pacífica: les aigües costaneres i fangoses dels manglars de les illes Andaman, Indonèsia, el mar de Banda, Papua Nova Guinea, Nova Caledònia, les illes Filipines, Palau, el mar de la Xina Meridional, el Japó (incloent-hi les illes Ryukyu) i, possiblement també, Fiji i les illes Salomó.

## Observacions
És verinós per als humans i el seu índex de vulnerabilitat és de baix a moderat (32 de 100).